# Dalli-Rajhara
Dalli-Rajhara là một thành phố và khu đô thị của quận Durg thuộc bang Chhattisgarh, Ấn Độ.

## Nhân khẩu
Theo điều tra dân số năm 2001 của Ấn Độ, Dalli-Rajhara có dân số 50.615 người. Phái nam chiếm 52% tổng số dân và phái nữ chiếm 48%. Dalli-Rajhara có tỷ lệ 68% biết đọc biết viết, cao hơn tỷ lệ trung bình toàn quốc là 59,5%: tỷ lệ cho phái nam là 77%, và tỷ lệ cho phái nữ là 58%. Tại Dalli-Rajhara, 14% dân số nhỏ hơn 6 tuổi.